# Рјело-Нучи (Казерта)
Рјело-Нучи је насеље у Италији у округу Казерта, региону Кампанија.
Према процени из 2011. у насељу је живело 92 становника. Насеље се налази на надморској висини од 129 м.